# Charles Manners, 10.º Duque de Rutland
Charles John Robert Manners, 10.º Duque de Rutland (28 de maio de 1919 - 4 de janeiro de 1999), foi Marquês de Granby até 1940, foi um nobre e proprietário de terras britânico. 

## Biografia
Era filho de John Manners, 9.º Duque de Rutland, com a sua mulher Kathleen Tennant, neta de Sir Charles Tennant, 1º Baronete. Rutland foi educado em Eton e no Trinity College, Cambridge e era o irmão mais novo de Ursula d'Abo e Isabel Manners.
Serviu no exército britânico durante a Segunda Guerra Mundial, tornando-se capitão dos Grenadier Guards.
Conservador durante toda a sua vida, o Duque serviu na Câmara Municipal do Condado de Leicestershire como Vereador do Condado para a Divisão do Vale de Belvoir de 1945 a 1985. Foi Presidente do da Câmara do Condado de Leicestershire de 1974 a 1977.
Foi nomeado Comandante da Ordem do Império Britânico nas Honras de Ano Novo de 1962 “pelos serviços políticos e públicos prestados nas East Midlands”.

## Duque de Rutland
Herdou o título Duque de Rutland em 1940, após a morte do seu pai, o nono duque, permanecendo no Castelo de Belvoir, a residência da família, até à sua morte em 1999. Manteve o título por cinquenta e nove anos, sendo sucedido pelo seu filho varão, David Manners, que se tornou o 11.º Duque de Rutland.

## Casamento e descendência
Casou duas vezes:
Primeiro, em 27 de abril de 1946, com Anne Bairstow Cumming Bell, filha de William Cumming Bell e Joan Middlemost Cumming Bell, nascida Bairstow, de quem se divorciou em 1956, tendo uma filha:
- Charlotte Louise Manners (7 de janeiro de 1947 - 15 de março de 2023)

O segundo casamento foi em 15 de maio de 1958, casou com Frances Helen Sweeny, filha de Charles Francis Sweeny, um golfista amador americano, socialite e homem de negócios, que teve como primeira mulher a rica herdeira escocesa Margaret Whigham, desde 1951 Duquesa de Argyll, tendo casado em segundo lugar com Ian Douglas Campbell, 11º Duque de Argyll. Com a sua segunda mulher teve quatro filhos:
- David Charles Robert Manners, 11º Duque de Rutland (nascido a 8 de maio de 1959), filho mais velho e herdeiro;
- Robert George Manners (18 de junho de 1961 - 28 de fevereiro de 1964), falecido aos 2 anos;
- Helen Theresa (Margaret) Manners (nascida em 11 de novembro de 1962), que na sua juventude foi a vocalista da banda de rock britânica “The Business Connection”, fundada por Henry Somerset, Marquês de Worcester (mais tarde 12º Duque de Beaufort), que durou pouco tempo na década de 1980. Casou com o Dr. John Chipman, diretor do Instituto Internacional de Estudos Estratégicos;
- Edward (John Francis) Manners (nascido em 29 de maio de 1965); casou com Gabrielle Ross em 2013.

## Brasão de armas
|  | CoroaA coroa de um Duque EscudoSobre um Chapeau Gules virado para cima Arminho um Pavão no seu orgulho próprio SuportesDe cada lado um unicórnio armado, com crina, tufos e sem regras LemaPour Y Parvenir (“Para o conseguir”) |